# Conus gratacapii
Espèce
Statut de conservation UICN

 DD  : Données insuffisantes
Conus gratacapii est une espèce de mollusques gastéropodes marins de la famille des Conidae.
Comme toutes les espèces du genre Conus, ces escargots sont prédateurs et venimeux. Ils sont capables de « piquer » les humains et doivent donc être manipulés avec précaution, voire pas du tout.

## Description
La taille de la coquille varie entre 27 mm et 44 mm.
(Description originale par H.Pilsbry) La coquille est mince et allongée, le diamètre dépassant légèrement le tiers de la longueur. La spire, haute et à côtés droits, occupe les deux cinquièmes de la longueur de la coquille. L'apex est brisé. Les douze whorls restants sont plats, avec l'angle périphérique lisse immédiatement au-dessus de la suture, mais à peine saillant, un peu plus proéminent sur les whorls supérieurs que sur les inférieurs. La surface de chaque verticille est un peu concave et sculptée d'environ 6 cordes spirales basses et inégales. Sous l'angle périphérique, le verticille est sculpté d'environ 25 rainures spirales, plus faibles au-dessus, plus fortes et plus rapprochées au-dessous ; et les stries de croissance s'incurvent fortement vers l'arrière près de l'angle. L'ouverture est très étroite, et de largeur égale partout, et deux tiers aussi longue que la coquille. 

## Distribution
Cette espèce marine est présente au large de Taiwan et du Japon.

### Niveau de risque d’extinction de l’espèce
Selon l'analyse de l'UICN réalisée en 2011 pour la définition du niveau de risque d'extinction, cette espèce se trouve à Taiwan, dans les îles Ryukyu et les îles Loyauté. Elle est également possible dans le centre du Japon. Elle n'est connue que par six spécimens. Il n'y a pas suffisamment de données disponibles sur lesquelles baser une évaluation pour cette espèce extrêmement rare. Cette espèce est inscrite dans la catégorie Données insuffisantes.

## Taxonomie

### Publication originale
L'espèce Conus gratacapii a été décrite pour la première fois en 1904 par le zoologiste et malacologiste américain Henry Augustus Pilsbry (1862-1957) dans la publication intitulée « Proceedings of the Academy of Natural Sciences of Philadelphia »,.

### Synonymes
- Conus (Turriconus) gratacapii Pilsbry, 1904 · appellation alternative
- Turriconus (Turriconus) gratacapii (Pilsbry, 1904) · non accepté
- Turriconus gratacapii (Pilsbry, 1904) · non accepté

## Identifiants taxonomiques
Chaque taxon catalogué par les bases de données biologiques et taxonomiques possède un identifiant qui permet d'établir un point de référence. Les identifiants de Conus gratacapii dans les principales bases sont les suivants :
CoL : XXHW - GBIF : 6509746 - iNaturalist : 432000 - IRMNG : 11752007 - TAXREF : 155512 - UICN : 192387 - WoRMS : 591371